# عبد العزيز الرشيدي
عبد العزيز منصور الرشيدي (مواليد 11 يناير 1999) هو لاعب كرة قدم سعودي يلعب في نادي جبة.

## مسيرة اللاعب
لعب في نادي الجبلين ونادي اللواء ونادي الرياض ونادي جبة.